# Allium rubrovittatum
Allium rubrovittatum — вид рослин з родини амарилісових (Amaryllidaceae); ендемік Греції.

## Опис
Цибулина вузько-яйцювата, 0.5–1.0 см у діаметрі. Стебло 2.5–20 см, трохи ребристе. Листків 3–4, 25–150 × 2–5 мм, ниткоподібні. Суцвіття діаметром 0.8–2.0 см, від півсферичного до широко яйцюватого, щільне, 5–30-квіткове; квітконіжки не рівні. Оцвітина дзвінчаста; листочки оцвітини 3.5–4 × 1.5 мм, вузькояйцюваті, тупі чи майже гострі, червонуваті з широкими білими краями. Пиляки зазвичай темно-пурпурні, але іноді жовті. Коробочка ≈ 3 мм. 
Період цвітіння травень — червень.

## Поширення
Вид зростає на Криті (включаючи острів Карпатос та острові Антикітера), повідомлення з Кіпру є непевним. Вид росте в сухих, скелястих місцях на вапняних утвореннях, іноді на засолених пасовищах або на галявинах в соснових лісах, член гаригових громад. Він присутній від рівня моря до 600 м н.р.м..

## Загрози й охорона
Нема значних загроз для виду. Трапляється в заповідних зонах.